# 庞家村 (章丘市)
庞家村，中华人民共和国山东省济南市章丘市高官寨镇所辖的一个行政村。全行政村人口118户、468人。耕地面积987亩。行政区划代码370181114225。